# Colorado Supreme Court

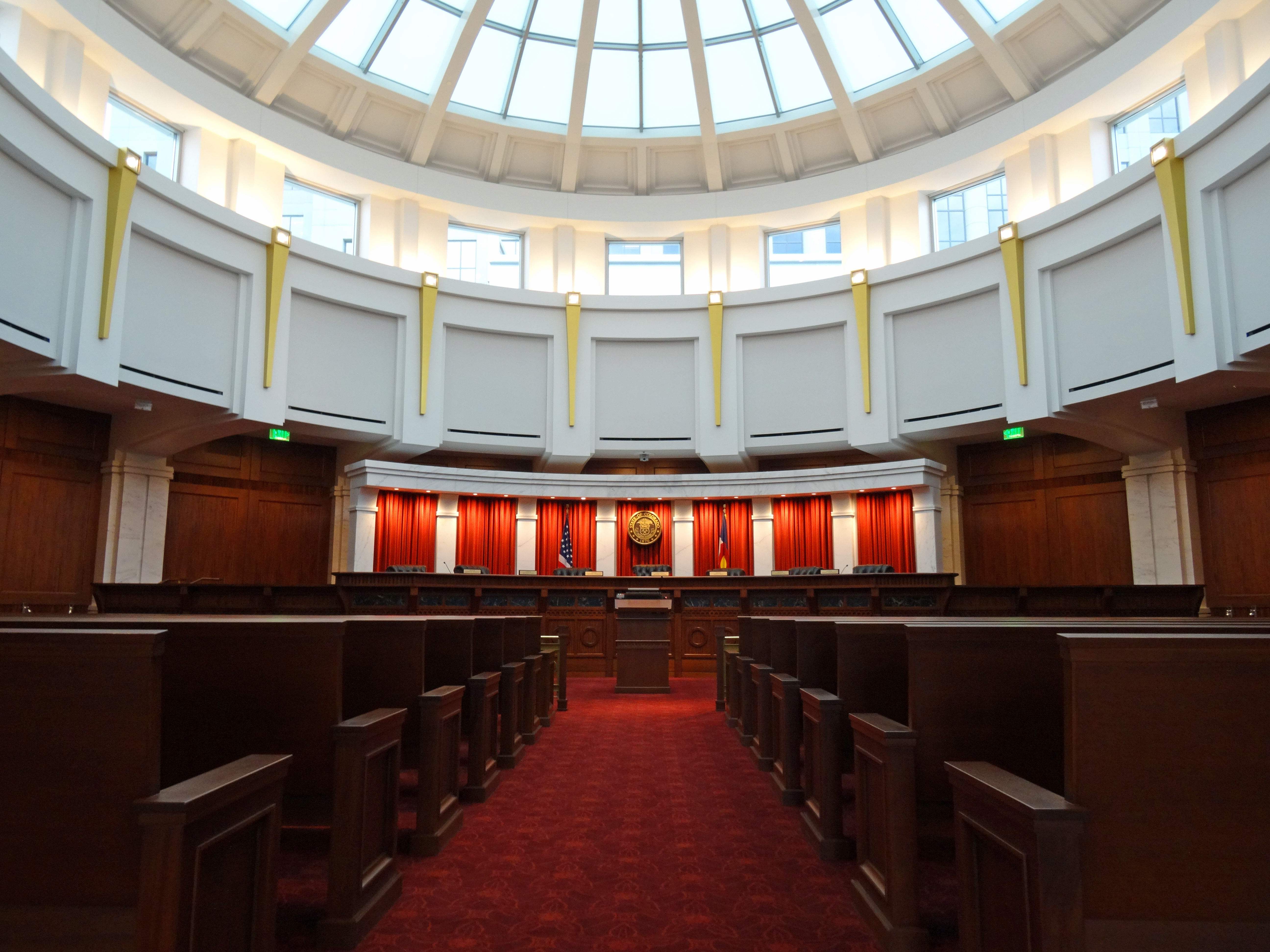
Innenansicht des Gerichtssaals

Der Colorado Supreme Court ist der Oberste Gerichtshof des US-Bundesstaates Colorado. Er setzt sich aus sieben Richtern zusammen.

## Grundlegendes
Der Colorado Supreme Court ist das Gericht der letzten Instanz im Gerichtssystem von Colorado.
Zusätzlich zu seinen gesetzlichen Pflichten hat der Colorado Supreme Court Aufsichts- und Verwaltungsaufgaben. Der Colorado Supreme Court hat Aufsichtsbefugnis über alle anderen staatlichen Gerichte und über alle in Colorado praktizierenden Anwälte.

## Grundlegende Fälle

### Entscheidung über die Kandidatur Donald Trumps bei der Präsidentschaftswahl 2024 in Colorado
Politische Gegner des Ex-Präsidenten Donald Trump versuchten auf dem Klageweg unter Berufung auf den 14. Zusatzartikel zur Verfassung der Vereinigten Staaten dessen Kandidatur bei der Präsidentschaftswahl 2024 in verschiedenen Bundesstaaten unmöglich zu machen, darunter auch in Colorado. Am 19. Dezember 2023 urteilte der Colorado Supreme Court mit knapper Mehrheit von vier gegen drei Stimmen, dass Trump gegen den genannten Verfassungsartikel verstoßen habe und damit in Colorado nicht als Kandidat aufgestellt werden könne. Die Rechtskraft des Urteils wurde zunächst für einen Monat ausgesetzt, um eine mögliche Revision abzuwarten. Es war die erste derartige Entscheidung gegen Donald Trump in einem Bundesstaat.

## Richter
| Titel             | Name                | Ernennung                                   | Ernannt von       |
| ----------------- | ------------------- | ------------------------------------------- | ----------------- |
| Chief Justice     | Brian D. Boatright  | 21. November 2011 (Chief Justice seit 2021) | John Hickenlooper |
| Associate Justice | Monica Márquez      | 30. Dezember 2010                           | Bill Ritter       |
| Associate Justice | William W. Hood III | 7. Januar 2014                              | John Hickenlooper |
| Associate Justice | Richard L. Gabriel  | 1. September 2015                           | John Hickenlooper |
| Associate Justice | Melissa Hart        | 14. Dezember 2017                           | John Hickenlooper |
| Associate Justice | Carlos Samour       | 2. Juli 2018                                | John Hickenlooper |
| Associate Justice | Maria Berkenkotter  | 1. Juni 2021                                | Jared Polis       |